# Familia Strozzi

Escudo de armas de la familia Strozzi

La casa de los Strozzi es el nombre de una antigua familia florentina (posteriormente ennoblecida), que, al igual que sus grandes rivales, los Médici, se inició en la banca antes de dedicarse a la política. Hasta su exilio de Florencia en 1434, la familia Strozzi era, con diferencia, la más rica de la ciudad, y solo era rivalizada por la familia Médici, que finalmente tomó el control del gobierno y arruinó a los Strozzi tanto financiera como políticamente. Esta lucha política y financiera fue el origen de la enemistad entre los Strozzi y los Médici.
En una etapa posterior, mientras los Médici gobernaban Florencia, la familia Strozzi gobernaba Siena, a la que Florencia atacó, lo que provocó una gran animosidad entre ambas familias. Superado el conflicto, miembros de la familia Strozzi se casaron con miembros de la familia Médici, lo que esencialmente otorgó a los Médici un lugar prominente en el panorama político de Italia.

## Historia
Palla Strozzi (1372-1462), aunque descuidó el banco familiar, desempeñó un papel importante en la vida pública de Florencia y fundó la primera biblioteca pública de Florencia, en el monasterio de la Santa Trinidad. Además, encargó los importantes frescos de la Adoración de los Reyes Magos, obra de Gentile da Fabriano. Desempeñó un papel fundamental en forzar el exilio de Cosme de Médici en 1433, [] pero, tras el indulto de Cosme un año después, Palla Strozzi fue condenado al exilio y nunca regresaría a Florencia.

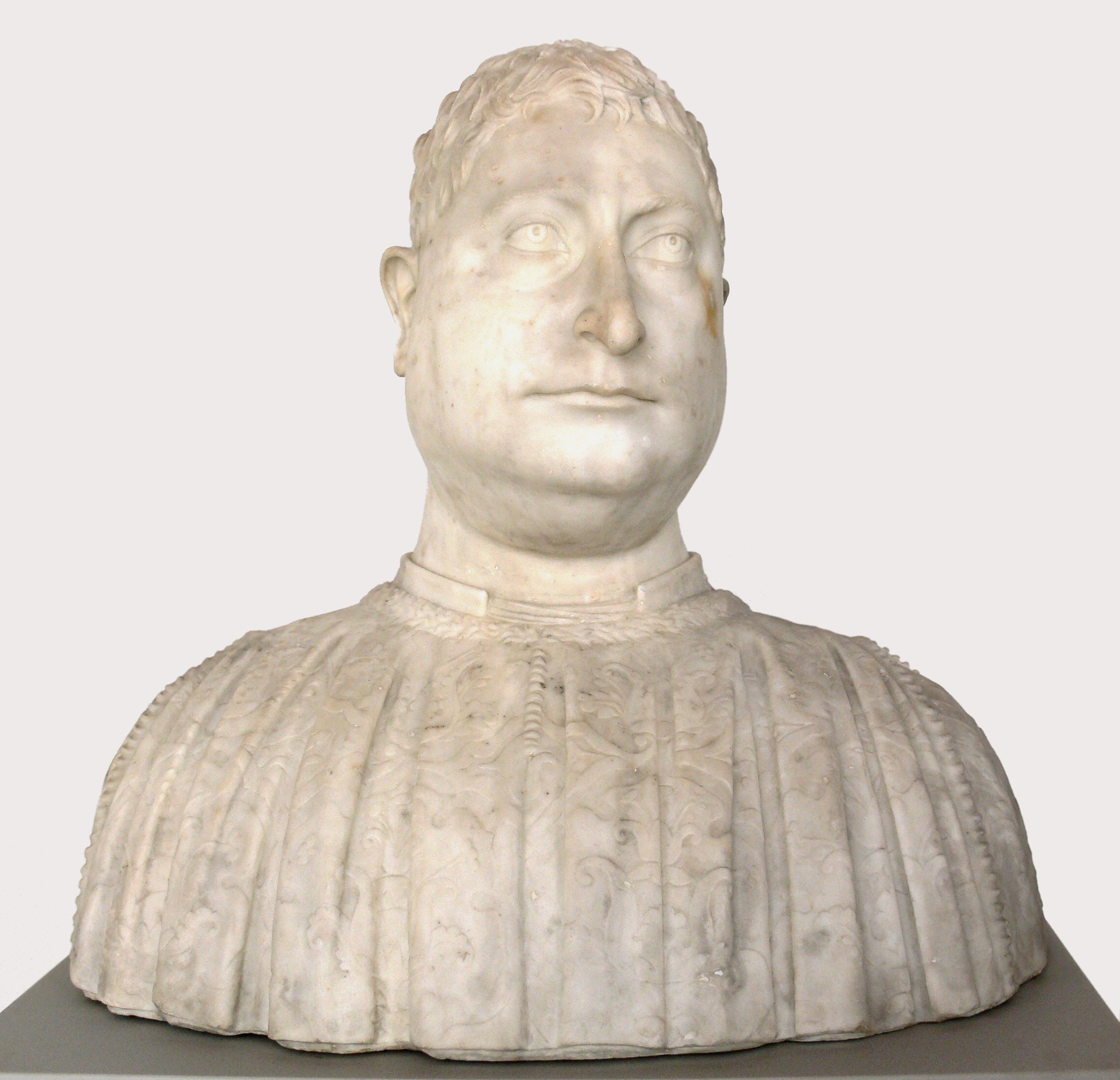
Niccolò Strozzi (escultura obra de Mino da Fiesole, 1454)

Filippo Strozzi il Vecchio (1428-1491), hijo de Matteo Strozzi y de Alessandra Macinghi, exiliado de joven, se convirtió en un exitoso banquero en Nápoles. También fue un condotiero o líder de tropas mercenarias y, tras su reconciliación con los Médici y su regreso en 1466, comenzó el Palacio Strozzi, que fue finalizado por su hijo Filippo II.
Filippo II (1488-1538) es probablemente el miembro más conocido de la familia. Aunque casado con Clarice de Médici, hija de Pedro II de Médici y, por lo tanto, miembro de la familia Médici, se opuso vehementemente a la hegemonía que los Médici habían adquirido como gobernantes no oficiales de la república florentina y fue uno de los líderes del levantamiento de 1527. El Tondo Doni de obra de Miguel Ángel probablemente fue encargado por Agnolo Doni para conmemorar su matrimonio con Maddalena Strozzi.
Tras el derrocamiento de la república en 1530, Alejandro de Médici intentó conseguir el apoyo de Filippo Strozzi, pero este rechazó el ofrecimiento y, en su lugar, se retiró a Venecia. Tras el asesinato de Alejandro en 1537, Strozzi asumió el liderazgo de un grupo de exiliados republicanos con el objetivo de volver a entrar en la ciudad, pero tras ser capturado y posteriormente torturado, se suicidó. El hijo mayor de Filippo Strozzi, Piero (1500-1558), se casó con Laudomia de Médici y luchó en Escocia contra los ingleses, así como en Francia contra el Sacro Imperio Romano Germánico y contra España, y fue nombrado Mariscal de Francia en 1554. Tomó parte en el asedio francés de Calais (1557) y murió por las heridas sufridas en la batalla de Thionville, en el ducado de Lorena, en 1558. Un hijo menor, Leone (1515-1554), fue un distinguido almirante al servicio de Francia y luchó contra los Médici. Murió a causa de una herida recibida durante el ataque a Sarlino en 1554. Otro de sus hijos, Lorenzo Strozzi (1513-1571), ingresó en la iglesia católica, también en Francia, y terminó como cardenal y arzobispo de Siena-Colle di Val d'Elsa-Montalcino a partir de 1565. El hijo de Piero, Felipe de Pedro Strozzi (1541-1582), nació en el exilio en Francia y sirvió como paje real y luego en el ejército francés, antes de ser capturado y ejecutado por los españoles en la batalla de la isla Terceira.

## Miembros de la familia posteriores

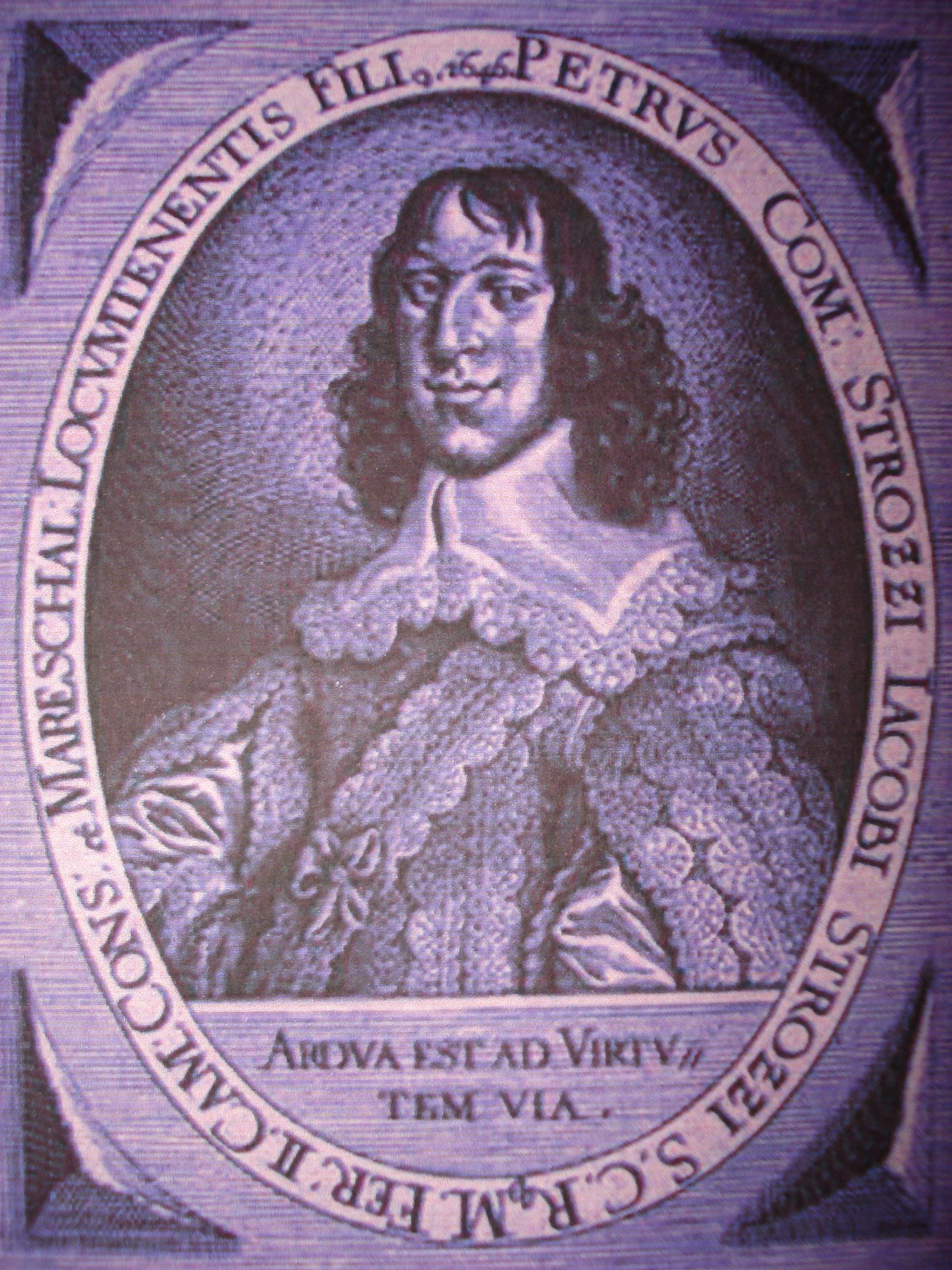
El conde Peter Strozzi (1626-1664), general austríaco muerto en la batalla contra los turcos durante el sitio de Novi Zrin en 1664

No está claro si Bernardo Strozzi (c. 1581-1644), destacado y prolífico pintor barroco italiano activo principalmente en Génova y Venecia, pertenecía a la familia Strozzi.
El miembro del senado Carlo Strozzi (1587-1671) formó una importante biblioteca y recopiló una valiosa miscelánea conocida como las Carte Strozziane, cuya parte más importante se conserva actualmente en el museo documental de Florencia. Fue autor de una «Storietta della città di Firenze dal 1219 al 1292» (inédita) y de una «Storia della casa Barberini» (Roma, 1640).
El poeta Giulio Strozzi era miembro de la familia. Adoptó a la compositora Barbara Strozzi (1619-1677), quien presumiblemente era su hija natural.
Los Strozzi adquirieron por matrimonio los títulos de Príncipes de Forano y Duques de Bagnolo. Una rama de la familia se trasladó a Viena y construyó allí el Palais Strozzi. El Palazzo Strozzi de Florencia perteneció a la familia hasta 1937, cuando fue vendido al Istituto Nazionale delle Assicurazioni (INA). A partir de 1999, pasó a ser propiedad del Estado italiano.
También fueron propietarios del Palazzo Strozzi de los Morosini de Venecia; del Palazzo Strozzi en Lombardía; de la Villa Strozzi 
de Palidano; del Villino Strozzi; del Palazzo Strozzi Bevilacqua; del Palazzo Strozzi alle Stimmate; del Palazzo Nonfinito; del Palazzo Strozzi de Mantua; del Palazzo Strozzi del Poeta; y del Palazzo dello Strozzino de Florencia.
Hoy en día, los descendientes de los Strozzi siguen viviendo en Florencia y en otros lugares, incluyendo Estados Unidos.
La Villa Cusona es la residencia toscana de la familia, explotada como viñedo por el príncipe Girolamo Strozzi y su familia.